# Martin Zvolánek
Martin Zvolánek (25 de junio de 1974) es un deportista checo que compitió en tenis de mesa adaptado y atletismo adaptado. Ganó tres medallas en los Juegos Paralímpicos de Verano, en los años 2000 y 2008.

## Palmarés internacional
| Juegos Paralímpicos | Juegos Paralímpicos | Juegos Paralímpicos | Juegos Paralímpicos |
| Año                 | Lugar               | Medalla             | Prueba              |
| ------------------- | ------------------- | ------------------- | ------------------- |
| 2000                | Sídney (Australia)  | Medalla de plata    | Equipo 1-2          |
| 2000                | Sídney (Australia)  | Medalla de bronce   | Individual 2        |

| Juegos Paralímpicos | Juegos Paralímpicos | Juegos Paralímpicos | Juegos Paralímpicos |
| Año                 | Lugar               | Medalla             | Prueba              |
| ------------------- | ------------------- | ------------------- | ------------------- |
| 2008                | Pekín (China)       | Medalla de bronce   | Disco F32/51        |